# Ferienstraßen in Mecklenburg-Vorpommern

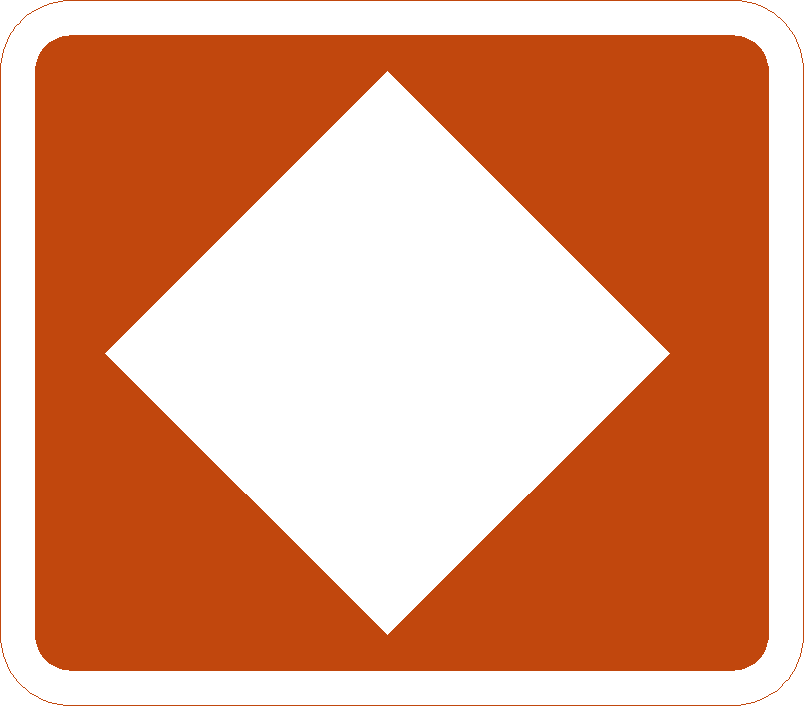
Schild zur Kennzeichnung touristischer Sehenswürdigkeiten

Zu den Ferienstraßen in Mecklenburg-Vorpommern gehören die Vorpommersche Dorfstraße, die Sagen- und Märchenstraße Mecklenburg-Vorpommern, der größte Teil der Schwedenstraße sowie Abschnitte der Deutschen Alleenstraße, der Oranier-Route sowie der Europäischen Route der Backsteingotik. Ziel der Realisierung dieser Ferienstraßen und der damit verbundenen Öffentlichkeitsarbeit ist es, Städte oder Regionen des Landes Mecklenburg-Vorpommern unter einem bestimmten thematischen Aspekt für den Tourismus zu erschließen. Durch ihre grenzüberschreitende Gestaltung sollen sie darüber hinaus überregionale und internationale Kooperationen bei der Vermarktung touristischer Sehenswürdigkeiten fördern.

## Ferienstraßen mit Schwerpunkt in Mecklenburg-Vorpommern

### Die Vorpommersche Dorfstraße
Die Vorpommersche Dorfstraße verläuft, ihrem Namen entsprechend, im Landkreis Vorpommern-Greifswald in einem geschlossenen Rundkurs. Als Ferienstraße soll sie die Region des Peenetals sowie des südlichen Teils des Peenestroms unter Betonung der vier Hauptaspekte Natur, Landschaft, regionale Landwirtschaft und Kulturgeschichte einer touristischen Nutzung erschließen. Von der Stadt Jarmen ausgehend folgt sie südlich des Peenetals der Bundesstraße 110 zunächst bis nach Anklam, wo sie die Schwedenstraße berührt. Nach der Überquerung der Peene setzt sie sich auf der B 110 bis zum Murchiner Ortsteil Pinnow fort, von wo aus sie bis zur Stadt Lassan am Peenestrom führt. Weiter geht es von dort in nördlicher Richtung bis Zemitz, wo sie südwestlich über Bömitz bis zur Bundesstraße 109 und auf dieser bis Ziethen verläuft. Dort wendet sie sich nach Westen und führt über Menzlin, Quilow und Lüssow bis zur Bundesstraße 111, die sie nahe der Stadt Gützkow erreicht. Von dort geht sie über die Bundesstraße 96 bis nach Jarmen, wo sich der Rundkurs schließt.

### Die Schwedenstraße

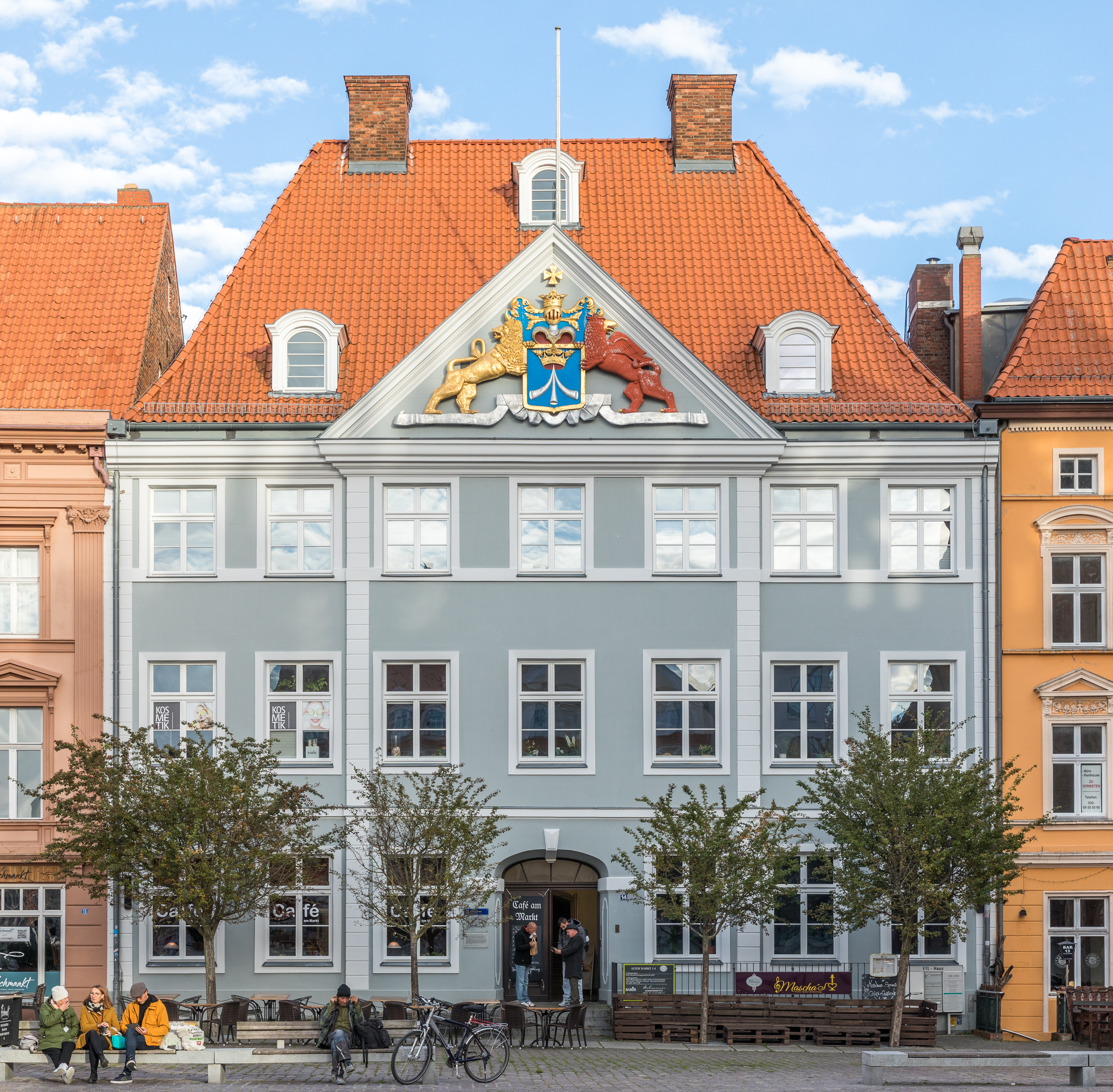
Das Commandantenhus in Stralsund

Die Schwedenstraße umfasst touristische Sehenswürdigkeiten mit Bezug zur sogenannten Schwedenzeit in Norddeutschland von 1630 bis 1815. Mit insgesamt etwa 700 Kilometer Länge besteht sie aus einer vollständig in Mecklenburg-Vorpommern verlaufenden Küstenroute sowie einer West- und einer Ostroute, die ins benachbarte Land Brandenburg führen.
Die Küstenroute beginnt bei Gadebusch und führt dann weiter nach Wismar und Stralsund. Nach den Stationen Greifswald und Wolgast endet sie in Peenemünde auf der Insel Usedom. Die Westroute, die ebenfalls in Gadebusch und Wismar beginnt, wird bei Wittstock an der Dosse fortgesetzt. Von dort führt sie über Fehrbellin nach Großbeeren. Die Ostroute führt von Sassnitz auf der Insel Rügen nach Stralsund, Greifswald, Anklam sowie Prenzlau, und endet ebenfalls in Großbeeren.

### Die Sagen- und Märchenstraße Mecklenburg-Vorpommern
Die Sagen- und Märchenstraße Mecklenburg-Vorpommern befindet sich seit 2008 im Aufbau. Ziel ist die Präsentation von kultur- und regionalgeschichtlichen Aspekten, insbesondere mit Bezug zu regionalen  Sagen, Märchen, Liedern und Bräuchen, in einer kinder- und familienbezogenen Weise. Von drei vorgesehenen Routen in der Region Mecklenburg-Schwerin, entlang der Ostseeküste sowie im Bereich Mecklenburgische Seenplatte und Vorpommern wurde im Juli 2008 ein Abschnitt mit 20 Orten und etwa 500 Kilometern Länge in Westmecklenburg eröffnet. Der Ausbau und die Realisierung der anderen beiden Abschnitte waren für das Jahr 2009 geplant.

## Ferienstraßen mit Teilabschnitten in Mecklenburg-Vorpommern

### Die Deutsche Alleenstraße

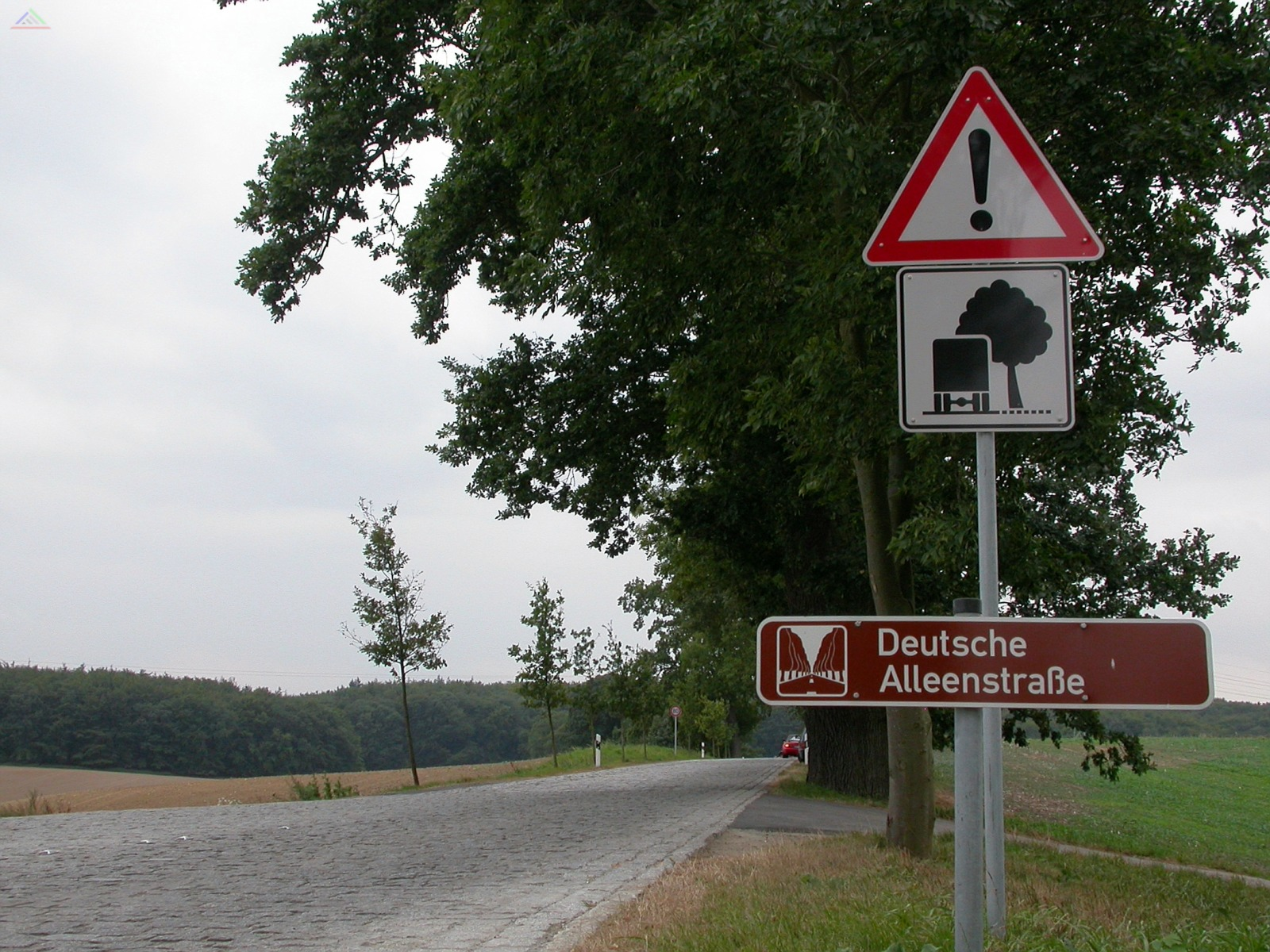
Abschnitt der Deutschen Alleenstraße auf der Insel Rügen

Die Deutsche Alleenstraße ist mit etwa 2.500 Kilometern Deutschlands längste Ferienstraße und führt von der Insel Rügen durch acht Bundesländer bis zum Bodensee. Sie ist gekennzeichnet durch einen Routenverlauf, der dicht mit Alleebäumen bewachsenen Straßen folgt. Getragen wird das Vorhaben vom ADAC, vom Deutschen Tourismusverband und der Schutzgemeinschaft Deutscher Wald. Für das Teilstück in Mecklenburg-Vorpommern gilt wie für den weiteren Verlauf in den Ländern Brandenburg, Sachsen-Anhalt, Sachsen und Thüringen, dass der Erhaltungszustand der Alleen in der Regel besser ist als im südwestlichen Teil der Route in Hessen, Rheinland-Pfalz und Baden-Württemberg. Im nordöstlichen Streckenverlauf weisen einige Teile der Route noch das Kopfsteinpflaster auf, durch das die Alleen ursprünglich gekennzeichnet waren.
Der Abschnitt der Deutschen Alleenstraße in Mecklenburg-Vorpommern beginnt am Kap Arkona, dem nördlichsten Punkt der Insel Rügen. Über Landstraßen führt die Route dann durch die Orte Trent, Kluis, Bergen, Putbus und Garz zum Festlandanschluss der Insel über die Hansestadt Stralsund. Von Stralsund folgt die Straße über Steinhagen, Grimmen, Loitz und Demmin dem Verlauf der Bundesstraße 194. Etwa auf halber Strecke zwischen Demmin und Stavenhagen verlässt die Route die B194. Sie folgt dann, entlang des Kummerower Sees und des Malchiner Sees, einer Landstraße nach Malchin und weiter über Dahmen nach Malchow. Unmittelbar hinter Malchow beginnend verläuft die Route dann für ein kurzes Teilstück bis zum Ort Sietow auf der Bundesstraße 192. Sie führt dann wieder über eine Landstraße nach Röbel. Diese Straße trifft einige Kilometer hinter Röbel auf die Bundesstraße 198. Dem Verlauf der B198 in Richtung Osten folgend führt die Route durch die Orte Rechlin und Mirow bis nach Wesenberg. Von dort verläuft sie dann, das Land Mecklenburg-Vorpommern in Richtung Brandenburg verlassend, auf einer Landstraße in Richtung Süden durch den Naturpark Stechlinsee über Zechlinerhütte nach Rheinsberg.
Zu den Sehenswürdigkeiten entlang dieses Teilstücks der Deutschen Alleenstraße zählen auf der Insel Rügen beispielsweise die Mönchguter Freilicht-Museen in Göhren, die Kleinbahn Rasender Roland und die „Weiße Stadt“ Putbus mit ihrem Schloss und dem aus strahlend weißen Häusern bestehenden klassizistischem Stadtkern. Die historische Altstadt von Stralsund gehört zusammen mit der Altstadt von Wismar seit 2002 zum Weltkulturerbe. In der Stadt Grimmen sind vor allem das spätgotische Rathaus und die drei historischen Stadttore sehenswert, bei Demmin das vollständig rekonstruierte, im spätklassizistischen Stil erbaute Schloss Vanselow. Etwas abseits der Route finden sich in Stavenhagen ein Denkmal und ein Museum zur Erinnerung an den hier geborenen Schriftsteller Fritz Reuter sowie in unmittelbarer Nähe zu Stavenhagen die sechs Ivenacker Eichen, die als die ältesten Stieleichen Europas gelten. Ebenfalls ein Stück abseits des Verlaufs der Deutschen Alleenstraße liegt die Kleinstadt Teterow, der geographische Mittelpunkt des Landes Mecklenburg-Vorpommern, mit einem historischen Stadtkern, dem Marktplatz mit dem Hechtbrunnen sowie zwei sehenswerten Stadttoren, dem Rostocker Tor und dem Malchiner Tor. In Neustrelitz, mitten im Müritz-Nationalpark gelegen, ist insbesondere der Schlossgarten und der Marktplatz mit Stadtkirche und Rathaus sehenswert.

### Die Oranier-Route

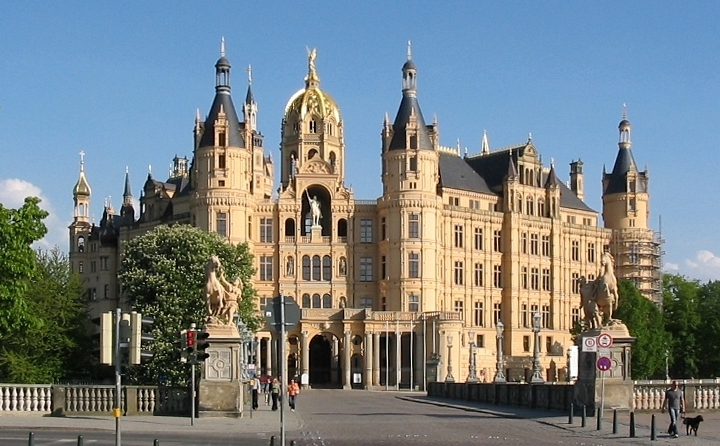
Das Schweriner Schloss

Die Oranier-Route ist eine grenzüberschreitende Ferienstraße in Deutschland und den Niederlanden  und als Rundkurs mit etwa 2.400 Kilometern Länge angelegt. Sie führt von Amsterdam durch neun Bundesländer in Nord- und Mitteldeutschland und wieder zurück nach Amsterdam durch Städte und Regionen, die dem Haus Oranien-Nassau seit Jahrhunderten verbunden sind. Verantwortlich für die Einrichtung und Pflege der Oranier-Route sind das Niederländische Büro für Tourismus und Convention sowie die Zweigstelle Amsterdam der Deutschen Zentrale für Tourismus.
Nur ein kleiner Zeil der Oranier-Route führt durch das Land Mecklenburg-Vorpommern. Entsprechend dem Verlauf der Oranier-Route ist die Landeshauptstadt Schwerin die auf die Stadt Oranienburg im Land Brandenburg folgende Station. Die etwa 190 Kilometer lange Strecke von Oranienburg nach Schwerin führt über die Bundesstraße 96, die Autobahnen A10 (Berliner Ring), A24 und A 14 sowie die Bundesstraße 321. Von Schwerin führt die Oranier-Route weiter nach Hitzacker im Land Niedersachsen.
Die Stadt Schwerin ist Teil der Oranier-Route, weil Heinrich Herzog von Mecklenburg-Schwerin, der spätere Ehemann der Königin Wilhelmina und damit Prinz der Niederlande, 1876 hier geboren wurde. Zu den Sehenswürdigkeiten Schwerins zählt neben der Altstadt vor allem das Schweriner Schloss, das Wahrzeichen der Stadt und heute unter anderem Sitz eines Museums und des Landtages von Mecklenburg-Vorpommern. Am Alten Garten befindet sich eine Gemäldegalerie mit etwa 500 Werken flämischer und niederländischer Meister. Die Umgebung Schwerins ist geprägt durch ausgedehnte Seen und Wälder sowie sehenswerte Kleinstädte wie beispielsweise Ludwigslust, Grabow und Dömitz.

### Die Europäische Route der Backsteingotik
Die Europäische Route der Backsteingotik ist ein von Institutionen der Länder Dänemark, Deutschland, Polen, Lettland, Litauen, Estland und Schweden gestaltetes Projekt, durch das Sehenswürdigkeiten in insgesamt 31 Städten gemeinsam vermarktet werden sollen. Thema der Route ist das architektonische Erbe der Backsteingotik.
In Deutschland sind unter anderem das Bundesministerium für Verkehr, Bau- und Wohnungswesen, das Bundesamt für Bauwesen und Raumordnung, die Deutsche Stiftung Denkmalschutz sowie von Seiten des Landes Mecklenburg-Vorpommern das Ministerium für Arbeit und Bau und der Tourismusverband Mecklenburg-Vorpommern für die Umsetzung verantwortlich. Beteiligte Städte und Regionen in Mecklenburg-Vorpommern sind Anklam, Wismar, der Landkreis Nordwestmecklenburg, Bad Doberan, Rostock, Stralsund, der Landkreis Rügen, Greifswald, Neubrandenburg und Parchim.

### Weitere Ferienstraßen
Ebenfalls durch Mecklenburg-Vorpommern verlaufen die folgenden Ferienstraßen:
- Deutsche Storchenstraße
- Königin-Luisen-Route
- Lehm- und Backsteinstraße
- Oder-Neiße-Radweg

## Geplante Ferienstraßen

### Gutshausroute
Die Stiftung Kulturerbe MV plant die Einrichtung einer Gutshausroute durch Mecklenburg-Vorpommern. Das Projekt soll vorhandene Routen (Radwege und Straßen) verbinden und durch ausführliche denkmalpflegerische Dokumentation ergänzen.

## Jakobsweg

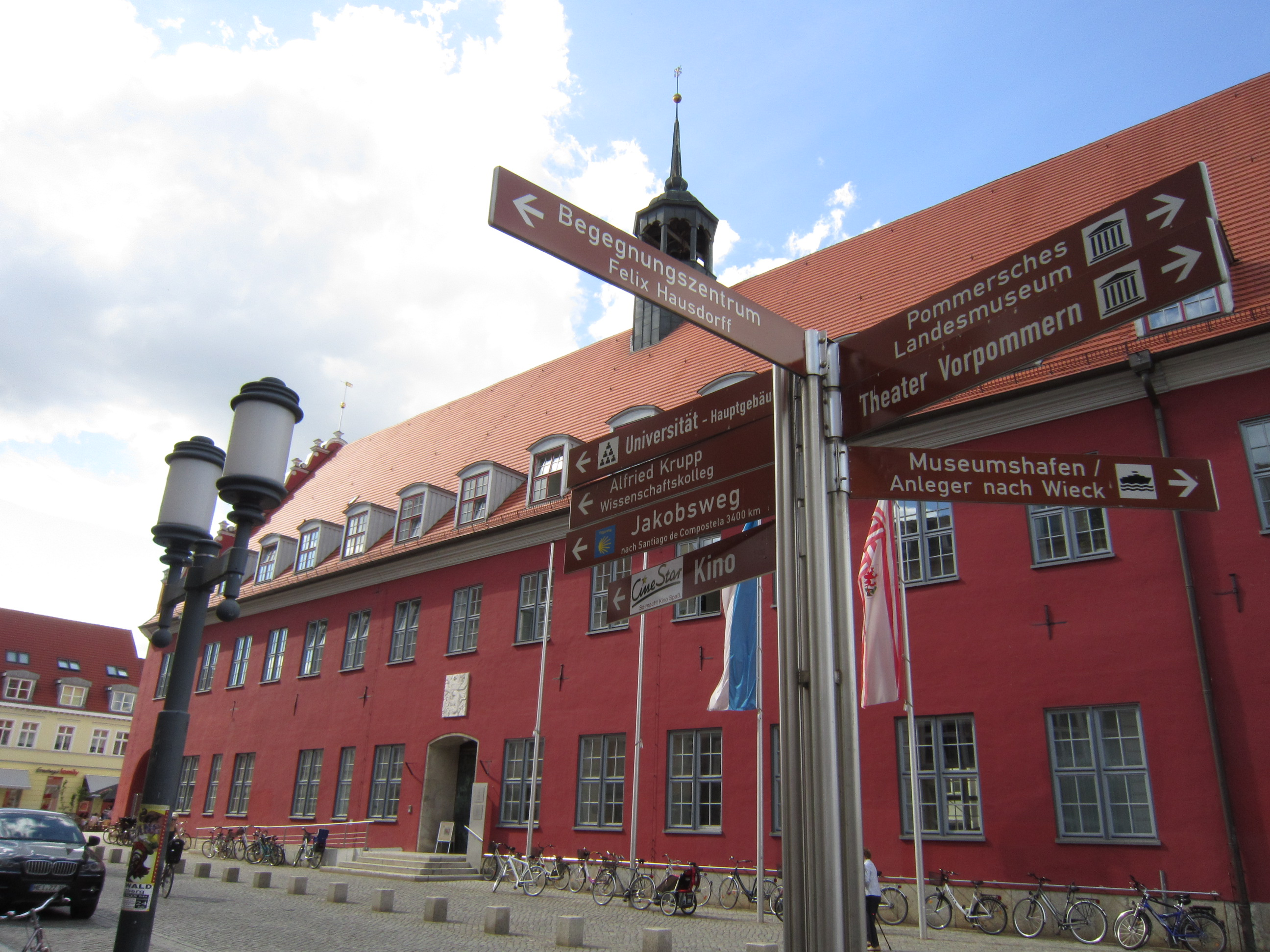
Wegweiser nach Santiago de Compostela beim Greifswalder Rathaus

Keine klassischer Ferienstraße, aber dennoch von Bedeutung ist die seit dem Mittelalter genutzte Via Baltica, die ein Teil des Jakobswegs ist, der durch Vorpommern führt. Er ist einer der Pilgerwege durch ganz Europa, die alle das angebliche Grab des Apostels Jakobus in Santiago de Compostela in Galicien (Spanien) zum Ziel haben.
Die Hauptroute der Via Baltica (Baltisch-Westfälischer Weg, Ostsee-Handelsstraße) beginnt auf Usedom und führt über Greifswald, Grimmen und Tribsees. In Tribsees ist die im 13. bis 15. Jahrhundert im Stil der norddeutschen Backsteingotik erbaute, nach dem heiligen Erzbischof von Canterbury Thomas Becket benannte, St.-Thomas-Kirche eine Pilgerstation. Von dort geht es über Rostock und Wismar nach Lübeck.